# Царство падальщиков
«Царство падальщиков» (англ. Scavengers Reign) — американский анимационный научно-фантастический телесериал для взрослых.
Создан Джозефом Беннеттом и Чарльзом Гюттнером для сервиса Max на основе их короткометражного фильма «Падальщики» 2016 года. Сериал был заказан в июне 2022 года, а премьера первого сезона из 12 серий состоялась 19 октября 2023 года. Закрыт в мае 2024 года
.

## Сюжет
Сериал рассказывает о части команды, которая эвакуировалась в спасательных капсулах из повреждённого грузового межзвёздного космического корабля «Деметра 227» и выживает на чужой планете Веста, полной опасной флоры и фауны. Они разделены на три изолированных группы: Ази и её робот-компаньон Левай, Сэм с Урсулой и одинокий Кеймен.
Пытаясь выжить, они находят пути к спасению и начинают познавать причудливую экосистему этой загадочной планеты, в которой люди являются инвазионным видом.

## Серии
| № | Название    | Режиссёр                       | Автор сценария                                            | Дата премьеры    |
| --- | ----------- | ------------------------------ | --------------------------------------------------------- | ---------------- |
| 1 | «Сигнал»    | Джозеф Беннетт, Чарльз Хюттнер | Джозеф Беннетт, Чарльз Хюттнер, Шон Баклю, Джеймс Меррилл | октябрь 19, 2023 |
| Межзвездный грузовой корабль Деметра 227 сильно поврежден. Команда отправляет спасательные капсулы к ближайшей планете Веста, но большинство из них сгорает при прохождении атмосферы. Пара выживших, Сэм и Урсула, пытаются связаться с Деметрой, оставшейся на орбите, но им нужен аккумулятор из другой капсулы. Знакомые с планетой, они умело используют биолюминесценцию местных животных для того, чтобы передвигаться в темноте. Другие живые организмы они используют как фильтры для защиты от отравленного воздуха. Добравшись до искомой капсулы, они забирают аккумулятор. Урсула чуть не погибает, но в последний момент успевает выбраться из опасного места, в которое приземлилась капсула. В другом месте планеты выжившая Ази выращивает злаковые культуры при помощи робота Леви. Однако робот начинает странно себя вести. Ази осматривает схемы робота и обнаруживает странную жёлтую слизь, которая распространяется по поверхности его схем. Большие враждебно настроенные животные уничтожают их теплицу и серьезно повреждают Леви. Другой выживший Камен оказывается заперт в капсуле, застрявшей в ветках огромного дерева. Его освобождает животное, обладающее способностью к телепатии и телекинезу, которое может управлять предметами на расстоянии и беззвучно транслировать мысли. Он уводит его от капсулы в свое жилище, используя видение его жены, Фионы. Сэм и Урсула удаленно запускают протокол аварийной посадки Деметры. Все выжившие замечают корабль, проходящий через слои атмосферы. Они понимают, что он сел на поверхность планеты. |             |                                |                                                           |                  |
| 2 | «Шторм»     | Джонатан Джоб Нкондо           | Джозеф Беннетт, Чарльз Хюттнер, Шон Баклю                 | октябрь 19, 2023 |
| Сэм и Урсула отправляются на поиски корабля. Они надеются, что члены экипажа, находящиеся в криосне, выжили, и Деметра пригодна для полета. Флешбек показывает, что на корабле до инцидента у Ази были романтические отношения с Мией, еще одним членом экипажа. В настоящем Ази и Леви отправляются на поиски приземлившегося корабля. Ази обнаруживает, что желтая слизь определенным образом взаимодействует со схемами Леви. После этого у робота появляется своя воля, желание побродить по окрестностям и познакомиться с местной фауной. Камен находится под влиянием животного, которое общается через телепатические видения Фионы. Начинается сильный ветер, который приносит с неба острые кристаллы града. Выжившим надо срочно найти укрытие. Урсула и Сэм видят, как огромные водные животные забирают с берега свои яйца внутрь себя через специальный безопасный туннелеобразный орган своего тела. Они отправляются вслед за яйцами внутрь огромного водного животного. Однако, найдя защиту от острых кристаллов, падающих с неба, под водой, водные животные не могут защитить яйца от другого водного хищника, который высаживает через орган животного, остающегося над поверхностью воды, огромных пауков-хищников. Сэму и Урсуле чудом удается убить огромного паука, превосходящего их по размерам. Сэм получает ранение в результате схватки. Камен пытается выбраться из жилища, но, сделав в стене дыру, он чуть не падает с огромной высоты. Холлоу его спасает. Ази и Леви находят убежище в саду внутри ствола огромного дерева, который Леви посещал, пока Ази спала. |             |                                |                                                           |                  |
| 3 | «Стена»     | Винсент Цуи                    | Джозеф Беннетт, Чарльз Хюттнер, Шон Баклю                 | октябрь 19, 2023 |
| Урсула и Сэм выходят к подземному лесу. Это высокая и широкая стена из переплетённых веток, которая мешает им пройти. Местная бегающая птица легко пробирается через стену. Урсула поднимает упавшее перо и обнаруживает, что оно взаимодействует с ветками растения. Урсула и Сэм проходят в образовавшийся проход в стене, но скоро за ними ветки начинают смыкаться. Сэм успевает выбраться из живой стены из веток. Урсула понимает, что пока перо с ней стена из веток не сомкнется. Внутри стены она замечает свет и обнаруживает маленькое голубое существо внутри цветка. На ее глазах происходит важный этап размножения растения, в котором маленькое существо играет ключевую роль и в конце умирает. Урсула выходит из стены. Сэм упрекает ее в том, что она из-за этого цветка рисковала не только собой, но и их командой. Их цель помочь членам экипажа, которые находятся в криосне, а без Урсулы ему будет трудно справиться. Во время спора он случайно наступает на плод дикого растения. Внезапно появляется птица и уносит его внутрь дерева. Леви ведет себя все более независимо. Ази опасается, что робот перестанет ей подчиняться. Стадо местных буйволов в панике несется прямо на них. Они оказываются внутри движущейся группы животных на воздушном мотоцикле. Леви советует следить за движением всего стада и перемещаться со всеми. Они пробегают через туннель в горе, стадо отстает. Холлоу заставляет Камена доставать плоды с дерева. Чтобы другие животные не срывали их, Камен кидает в них камни. Холлоу теперь питается вместо плодов жертвами "охоты". В флешбеке на борту Деметры Ази говорит Камену, что была утечка охлаждающей жидкости и она ликвидирована, но часть хладагента потеряна. Аккумуляторы горнодобывающего оборудования без охлаждения могут испортиться и смысл всей их миссии может пойти насмарку. Камен уходит, обещая во всем разобраться. |             |                                |                                                           |                  |
| 4 | «Сон»       | Рейчел Рейд                    | Шон Баклю                                                 | октябрь 26, 2023 |
| Ази пытается убрать жёлтую слизь, которая поселилась в микросхемах робота. Для этого она отключает робота, но пока пытается избавиться от слизи сама оказывается парализованной ядом хищника. В последний момент ей удается включить Леви, который в очередной раз спасает ей жизнь. Ази обнаруживает, что робот теперь может чувствовать прикосновения и боль. Он предупреждает Ази, чтобы она впредь его не выключала. Урсула повторяет действия дикой природы, чтобы отыскать Сэма. Для этого она мажет себя плодом растения, чтобы бегающая птица схватила ее и отнесла наверх. Она находит его сидящим рядом с разбившейся спасательной капсулой. Они хоронят членов экипажа, которые умерли от града из кристаллов. Камен продолжает добывать пищу для Холлоу, теперь он использует ловушки для охоты на более больших животных. Холлоу стал больше и требует больше еды. Холлоу недоволен тем, что Камен отступил перед другим хищником, который запросто мог убить его. Камен начинает изготавливать оружие, он точит деревянную палку, чтобы использовать ее вместо ножа. Флешек показывает, что Камен изменяет маршрут движения Деметры на более быстрый и рискованный, нарушив приказание Сэма, чтобы сохранить горнодобывающее оборудование. Это привело к тому, что вспышка на звезде, рядом с которой они пролетали и чего боялся Сэм, серьезно повреждают Деметру. |             |                                |                                                           |                  |
| 5 | «Деметра»   | Кристина Джи-Юн Шин            | Дженни Дейкер Рестиво                                     | октябрь 26, 2023 |
| Животные-хищники проникают внутрь поврежденной Деметры и начинают охоту на членов экипажа, пребывающих в криосне. Чарли, молодой человек, остававшийся в криосне, просыпается и быстро покидает корабль. Он шокирован враждебными джунглями чужой планеты и не знает, куда идти. Чарли на протяжении нескольких дней идет от корабля, опасаясь хищников, и встречает Камена. Но Холлоу, опасаясь, что Камен уйдет, убивает Чарли. Камен представляет смерть Чарли как смерть Фионы. Во флешбеке показана сцена, как Камен улетает в спасательной капсуле с "Деметры", а Фиона остается на корабле. Камен пытается уйти, чтобы найти Фиону, но Холлоу телепатически напоминает ему, что он виноват в ее смерти. Наполненный отчаянием и чувством вины, Камен просит животное убить его. Холлоу помещает его внутрь своего тела, где он переходит в бессознательное, похожее на сон состояние. Яд хищника, который атаковал Ази, вызвал серьезные паразитирующие высыпания по всему телу. Она находит решение в небольших рыбах, которые питаются кожными паразитами. Ази учится уважать новые автономию и индивидуальность робота Леви. Пока Сэм шел по лесу, его укусило инопланетное растение в виде капсулы с шипами. Используя код ДНК, который содержит капля его крови, растение создает его клон. Пройдя чуть дальше, Урсула находит трупы разных животных, которые закопаны землей. |             |                                |                                                           |                  |
| 6 | «Падение»   | Диего Поррал                   | Джеймс Меррилл                                            | октябрь 26, 2023 |
| В предыдущей серий Ази видела проходящее мимо них стадо, в котором одно из животных сильно заболело и еле-еле шло. Здесь мы видим продолжение этой истории. Иноземная капсула исторгает выращенный клон копытного животного. Этот клон преследует свой оригинал, уже не способный передвигаться, и засыпает его землей. Затем он следует за стадом и в момент сна взрывается и заражает все стадо, на месте которого затем вырастает новая роща из таких светящихся капсул. Сэм не хочет показывать укус, инфекция от которого распространяется по руке. Вместо этого он рассказывает Урсуле, как пользоваться навигатором, чтобы она сама смогла дойти до "Деметры". Мотоцикл Ази выходит из строя. Она использует трос лебедки, чтобы переползти на другую сторону большого каньона. Ази слышит, как Леви бессознательно напевает любимую песню Фионы, и в очередной раз убеждается, что у робота есть чувства. Во время пересечения каньона на них нападает Холлоу, который с помощью телекинеза ломает робота на части. Противница ранит Холлоу, разрезая ему живот, и обнаруживает внутри Камена. Но животное быстро заживляет свою рану и сбрасывает девушку в каньон. Через рацию она шлёт сообщение о том, что нуждается в помощи. Клон Сэма подкрадывается к Урсуле и атакует ее, но ей удается защититься при помощи огня и сжечь нападавшего. Огонь, к несчастью, уничтожает и их припасы. Сэм, понимая, что умирает, дает Урсуле свой ключ доступа к кораблю. Незнакомая женщина находит Урсулу и Сэма. |             |                                |                                                           |                  |
| 7 | «Лекарство» | Джонатан Джоб Нкондо           | Чарльз Хюттнер                                            | ноябрь 2, 2023   |
| Сигнал бедствия, который послала Ази, приняли Барри, Крис и Теренс, находящиеся на соседней луне. Они работают сами на себя и принимают сигнал, только если он сулит добычу. Они садятся на планету, выходят и начинают соревнование, кто дольше продержится при непрерывном дыхании местным воздухом, - таким образом они выбирают лидера. Крис побеждает. Пока они ищут Ази, Холлоу уничтожает их корабль, лишая их возможности покинуть планету. Незнакомая женщина, которая нашла Сэма и Урсулу, отводит их в свое жилище внутри потерпевшего крушение корабля. Она готовит мазь из растения, добыть которое помогает Урсула, и излечивает руку Сэма. Пока Сэм спит она исторгает из себя черное семя, которое она вставляет в грудь Сэма при помощи иглы. Сэм и Урсула убегают из ее жилища, когда обнаруживают, что женщину контролирует огромное инопланетное животное с щупальцами, которое поселилось в отсеке полуразрушенного корабля. Огромное существо почти убивает Сэма, но внезапно останавливается, когда чувствует черное семя у него в груди. Ази и группа падальщиков, интересующаяся частями кораблей или безхозных грузов, возвращаются к своему кораблю и обнаруживают его разрушенным. |             |                                |                                                           |                  |
| 8 | «Гнездо»    | Винсент Цуи                    | Джиллиан Голдфлюс                                         | ноябрь 2, 2023   |
| Ази и ребята решают найти спасательный шаттл, который должен находиться на Деметре. Теренс попадает в ловушку растения-хищника, когда идет за диктофоном, который до этого подарил Барри. Крис убивает его, чтобы прекратить боль. Барри после этого уничтожает диктофон, потому что чувствует свою вину в смерти друга. В другом месте планеты Урсула измучена длительной ходьбой, но Сэм внезапно полон энергии, несмотря на многочасовую ходьбу. Они делают привал утром и Урсула засыпает. У Сэма проявляются сверхчеловеческие способности после восстановления. Затем он становится сверхсфокусирован на построении гнезда из глины в расположенной рядом пещере. Урсула указывает ему на изменения в его поведении. Сэм обнаруживает, что инфицирован, когда отодвигает зудящий кусок кожи у себя на груди и видит там личиночную форму неизвестного существа. |             |                                |                                                           |                  |

## Производство
В 2016 году Джозеф Беннетт и Чарльз Гюттнер создали оригинальный короткометражный фильм «Падальщики» для Adult Swim. Восьмиминутный короткометражный анимационный фильм без диалогов изображал пару людей на неизвестной планете, участвующих в серии последовательных взаимодействий с инопланетными существами для достижения своей цели.
С 2018 по 2019 год Беннетт и Гюттнер предложили идею пилотного сериала, который не был реализован на Adult Swim, хотя позже был выбран HBO Max. Сериал из двенадцати эпизодов создавался в течение двух лет компаниями Titmouse, Inc. и Green Street Pictures с командой мультипликаторов, которые работали удалённо во многих странах, включая Мексику, Испанию, Португалию и Францию.

## Показ
В июне 2022 года сериал был впервые представлен коротким тизером на Международном фестивале анимационных фильмов в Анси (Франция).
19 октября 2023 года на HBO Max состоялся премьерный показ трёх начальных серий первого сезона, состоящий из 12 серий.

## Отзывы и оценки
Сериал получил одобрительные отзывы критиков. На вебсайте агрегатора рецензий Rotten Tomatoes первый сезон получил рейтинг одобрения 100 % на основе отзывов 22 критиков и среднюю зрительскую оценку 9,6/10. Джеймс Поневозик (The New York Times) назвал его «пышной, замечательной, гипнотической историей о выживании человека в месте, которое, как это иногда удаётся научно-фантастическим планетам, кажется действительно потусторонним». Эндрю Вебстер (The Verge) сказал, что это «в равной мере красиво и жестоко, и это может быть самым оригинальным произведением научной фантастики года».
По итогам 2023 года многие издания включили «Царство падальщиков» в свои списки лучших фантастических сериалов или мультсериалов года, в том числе The Escapist, Forbes, Gizmodo, Polygon, Screen Rant. Журналы Paste и «Мир фантастики» признали его лучшим мультсериалом года.